# Новаљије (Верона)
Новаљије је насеље у Италији у округу Верона, региону Венето.
Према процени из 2011. у насељу је живело 268 становника. Насеље се налази на надморској висини од 134 м.